# Resolució 619 del Consell de Seguretat de les Nacions Unides
La Resolució 619 del Consell de Seguretat de les Nacions Unides, aprovada per unanimitat el 9 d'agost de 1988, després de recordar la Resolució 598 (1987), el Consell va aprovar un informe del Secretari General Javier Pérez de Cuéllar sobre l'aplicació del paràgraf 2 de la Resolució 598.
Per tant, el Consell va decidir establir el Grup d'Observadors Militars de les Nacions Unides per a l'Iran i l'Iraq durant un període inicial de sis mesos per supervisar l'alto el foc entre Iran i Iraq a la fi del seu conflicte.